# Usine de textile de Magog

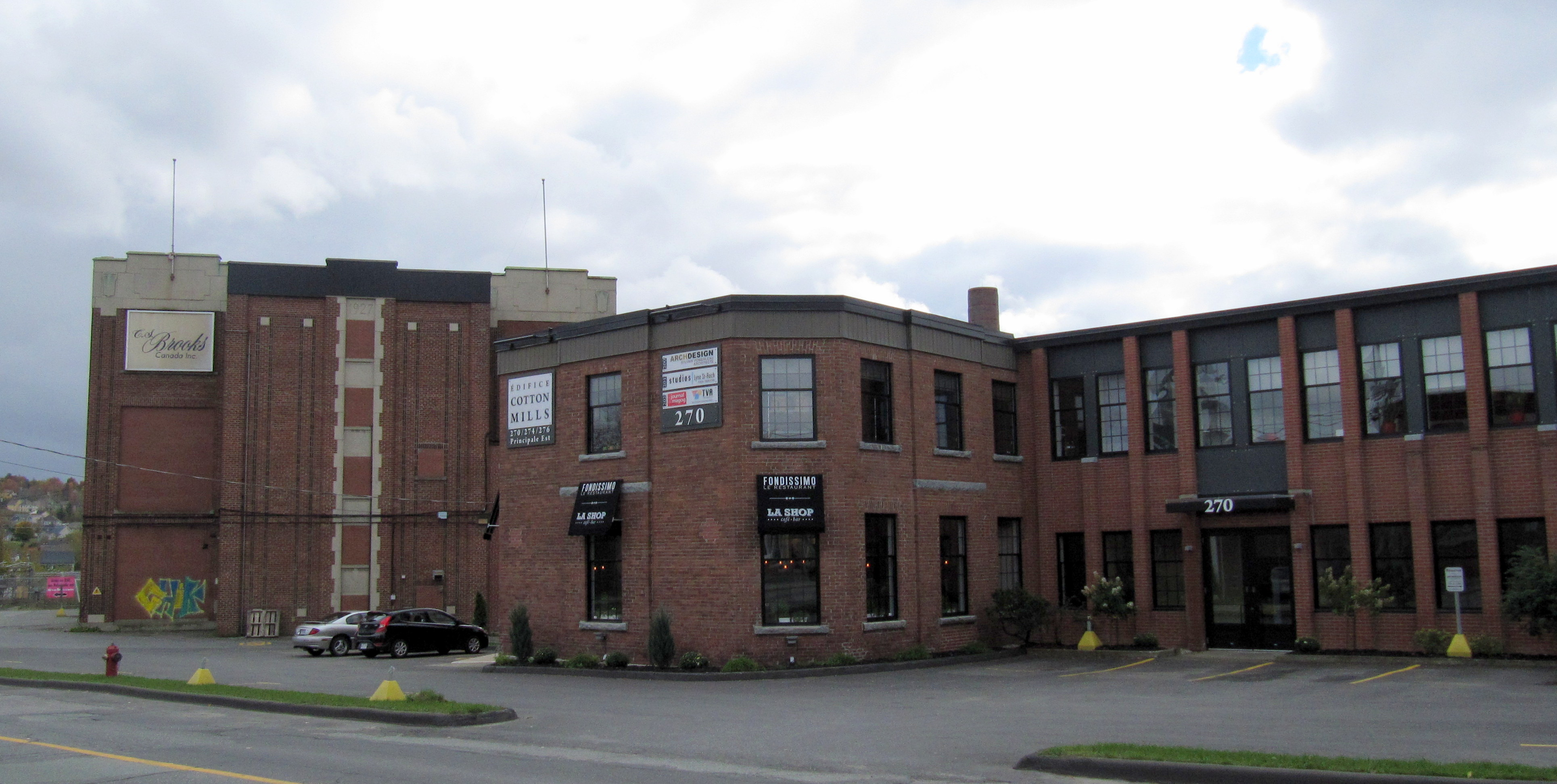
Façade de l'usine en octobre 2012.

L'usine de textile de Magog est une importante usine construite en 1883 à Magog, Québec, Canada. Exploitée principalement par la Dominion Textile pour la transformation du coton, il s'agit de la seule usine canadienne qui réunissait au même endroit les opérations de filature, de tissage, de blanchiment et d'impression au XIXe siècle. L'entreprise a fermé ses portes en 2011. L'usine est située aux côtés de la rivière Magog, en aval de la centrale Memphrémagog construite en 1910.

## Ouverture

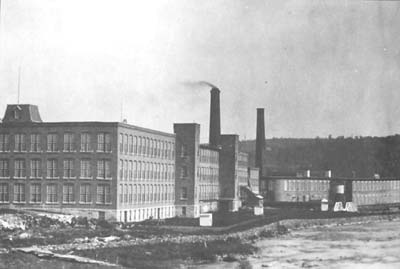
Vue d'ensemble des usines vers 1900

L'usine est construite en 1883, peu de temps après l'arrivée du chemin de fer à Magog, en 1877. Avant de pouvoir la construire, on construit d'abord un premier barrage et une centrale près du site de la future usine. La première centrale est donc construite vers 1880. Le barrage fait cinq mètres de haut et 122 mètres de long.
La première partie de la centrale comporte deux bâtisses. Une de 90 par 16 m et l'autre de 75 par 30 m. Le village de Magog n'ayant qu'environ 500 habitants, on embauche dans différentes villes de la région, mais aussi aux États-Unis.
La paternité du projet est partagée entre un commerçant du village, l'homme d’affaires Alvin H. Moore ainsi que  l'industriel William Hobbs, un expert du textile et Charles Carroll Colby, le député fédéral de Stanstead. Officiellement fondée en 1883, la Magog Textile & Print Co. sert alors à faire le blanchiment et l'impression du coton. Ils impriment ainsi la première pièce de coton au Canada en juillet 1884.
À l'été 1888, on y ajoute une filature, ce qui ajoute une centaine d'emplois aux 150 de l'imprimerie.

## Développement

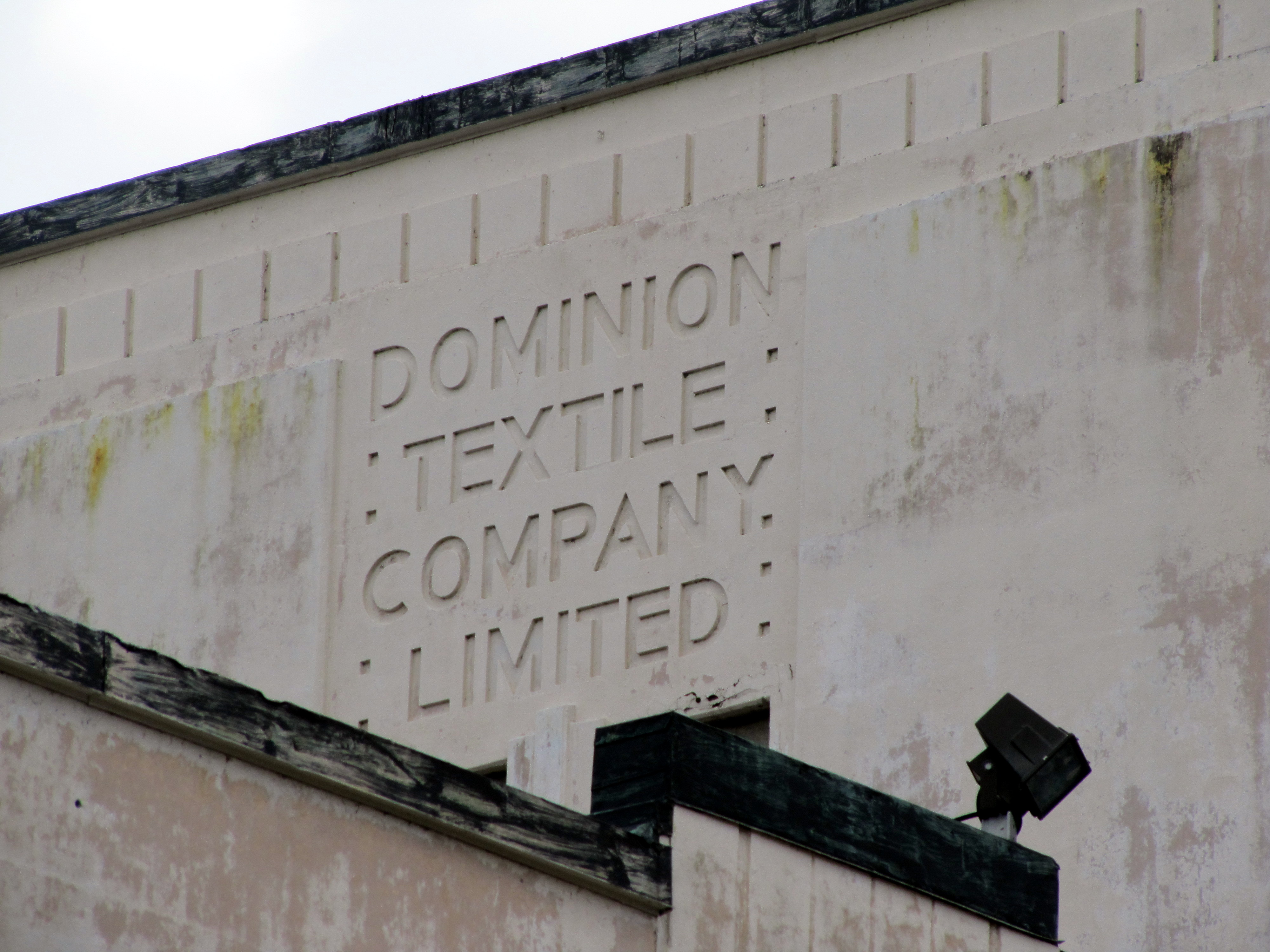
Le nom de la Dominion Textile Company Limited est gravé sur l'une des tours du complexe industriel

La Magog Textile & Print Co. est rapidement absorbée par la Hochelaga Cotton Co. en 1889 qui sera intégrée à la Dominion Cotton Mills dès 1890,.
Le 27 juillet 1900 est marqué par une grève importante. Environ 400 tisserands protestent contre  la décision de la compagnie de reporter la remise de la paye du vendredi au lundi. Comme moyen de pression, ils décident de fermer le barrage ce qui interrompt le travail des 300 ouvriers de l'atelier d'impression. Les employés exigent un retour du jour de la paye au vendredi et une augmentation salariale de 10 %. Quatre jours plus tard, la direction de la Dominion Cotton Mills réplique en déplaçant le 53e régiment de Sherbrooke à l'usine. On arrête quelques contestataires, des coups de feu sont tirés et il y a une échauffourée, mais sans conséquence. Le conflit se termine le 3 août. D'autres grèves importantes où le syndicat est impliqué surviennent en 1937,1947 et 1966.
En 1905, on change à nouveau de propriétaire. Le complexe industriel appartient alors à la Dominion Textile qui est formée par la fusion de quatre compagnies de textile canadiennes.
Rapidement, l'usine engage plus de travailleurs que le nombre total d'habitants à Magog. L'historien Albert Gaucher estime qu'en 1909, 8 000 personnes travaillent dans le textile au Québec dont 925 à Magog. Lors de la Deuxième Guerre mondiale, près de 2 300 personnes travailleront à l'usine de textile.
D'importants travaux de construction sont réalisés en 1927 pour l'agrandissement de l'usine.

## La trompe hydraulique
Pour un article plus général, voir Trompe hydraulique.
L'usine a été en pointe sur certaines innovations. Une mention particulière peut être faite au sujet de la production d'air comprimé alimentant les machines, au moyen d'une grande trompe hydraulique moderne.
Conçue est fabriquée par Charles Havelock Taylor, qui fonde pour cela la Taylor Hydraulic Air Compressing Co., c'est, dans le monde, la première trompe hydraulique industrielle capable de générer un air sous pression. L'installation est démarrée en août 1896. Elle attire l'attention de nombreux experts qui en évaluent les performances et estiment la technologie aussi novatrice que prometteuse. Le rendement adiabatique de 70,7 % pourrait être porté jusqu'à 75 % moyennant quelques améliorations. Cependant, des simulations plus modernes prenant en compte une compression isotherme arrivent à un rendement, nettement plus faible mais plus exact, de 39,8 %.
Alimentée par une conduite forcée de 1,5 m (60 pouces) de diamètre, la trompe est enterrée dans un puits unique de section carrée de 3 m (10 pieds) de côté et d'environ 45,7 m (120 pieds) de profondeur. Le réservoir de tranquilisation et de stockage installé au fond du puits mesure 5,2 m de diamètre et 3 m de haut (17 et 10 pieds),. En exploitation, la trompe exploite donc une hauteur totale de colonne d'eau de 43,4 m, dont 6,7 m de hauteur de chute, le débit d'eau consommée étant de l'ordre de 121 m3/min. Elle se comporte comme un compresseur de 83,3 kW, produisant 32,5 Nm3/min d'air à 3,6 barg.
La trompe de l'usine de Magog correspond à la résurrection éphémère d'une technologie alors oubliée. Elle impressionne ses contemporains et inspire plusieurs installations similaires, essentiellement en Amérique du Nord et en Allemagne. Mais l'outil est peu flexible et est abandonné vers 1953, au profit de la motorisation électrique, avant d'être démantelé.

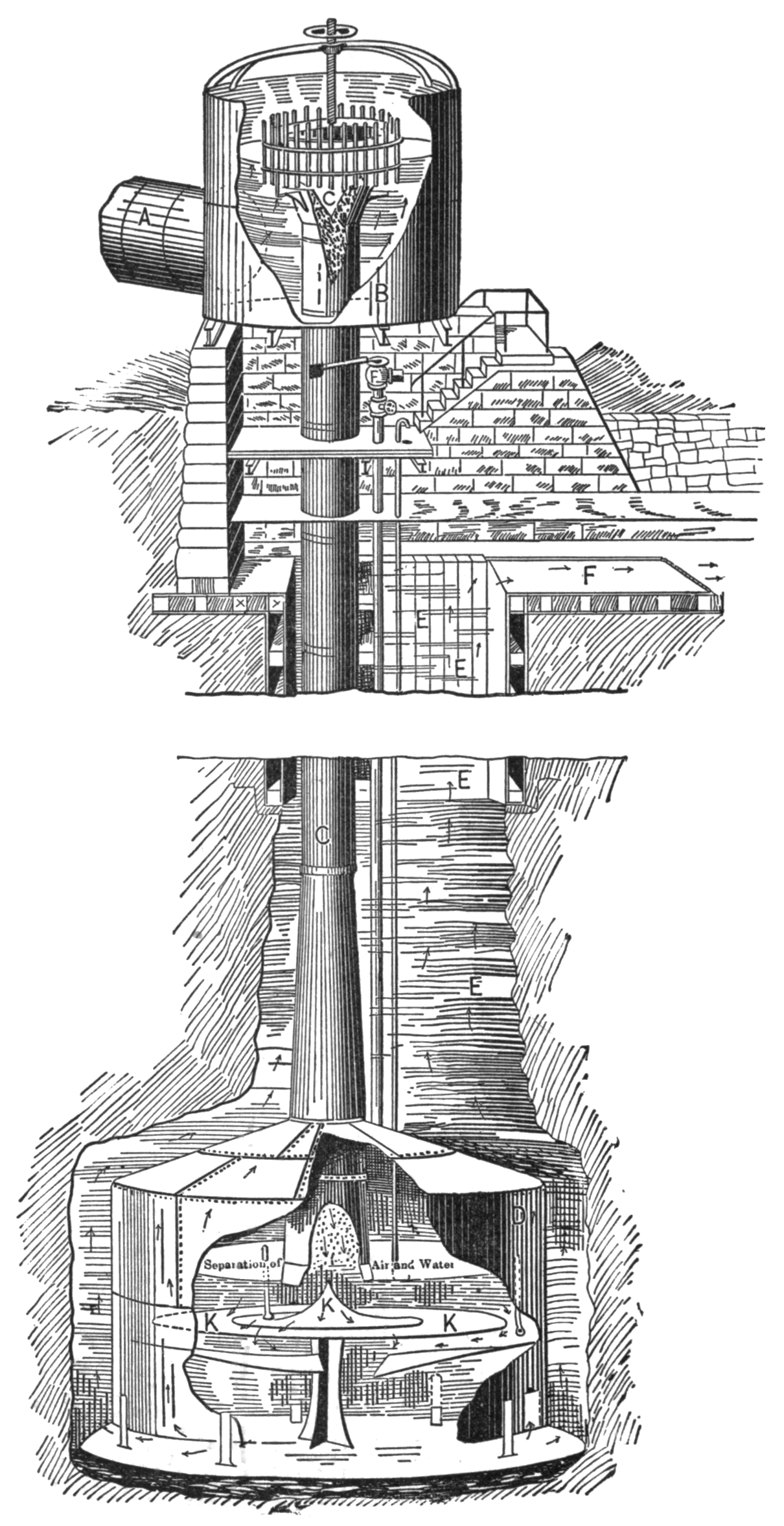
Schéma de la trompe de Taylor.
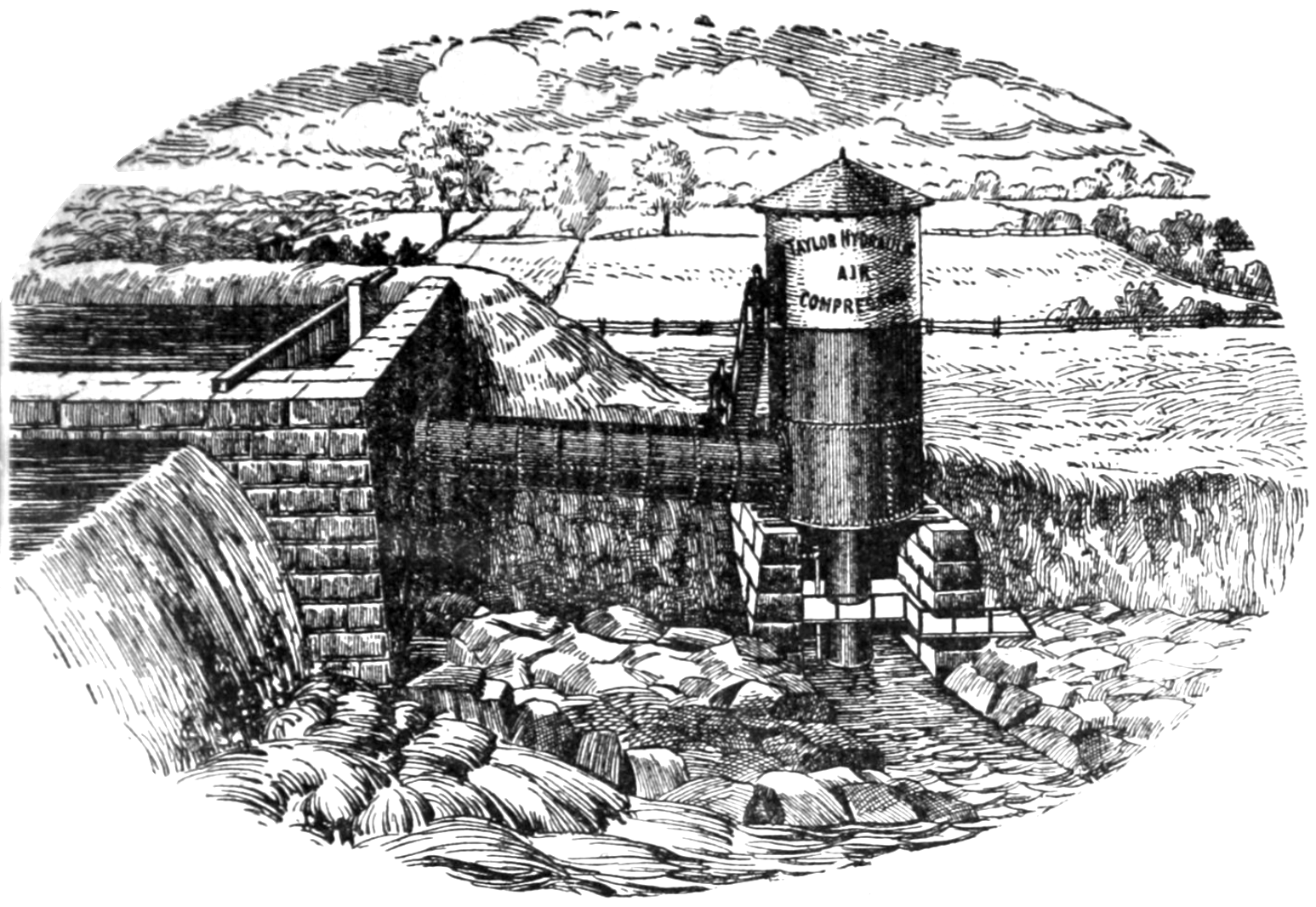
Illustration de la trompe.
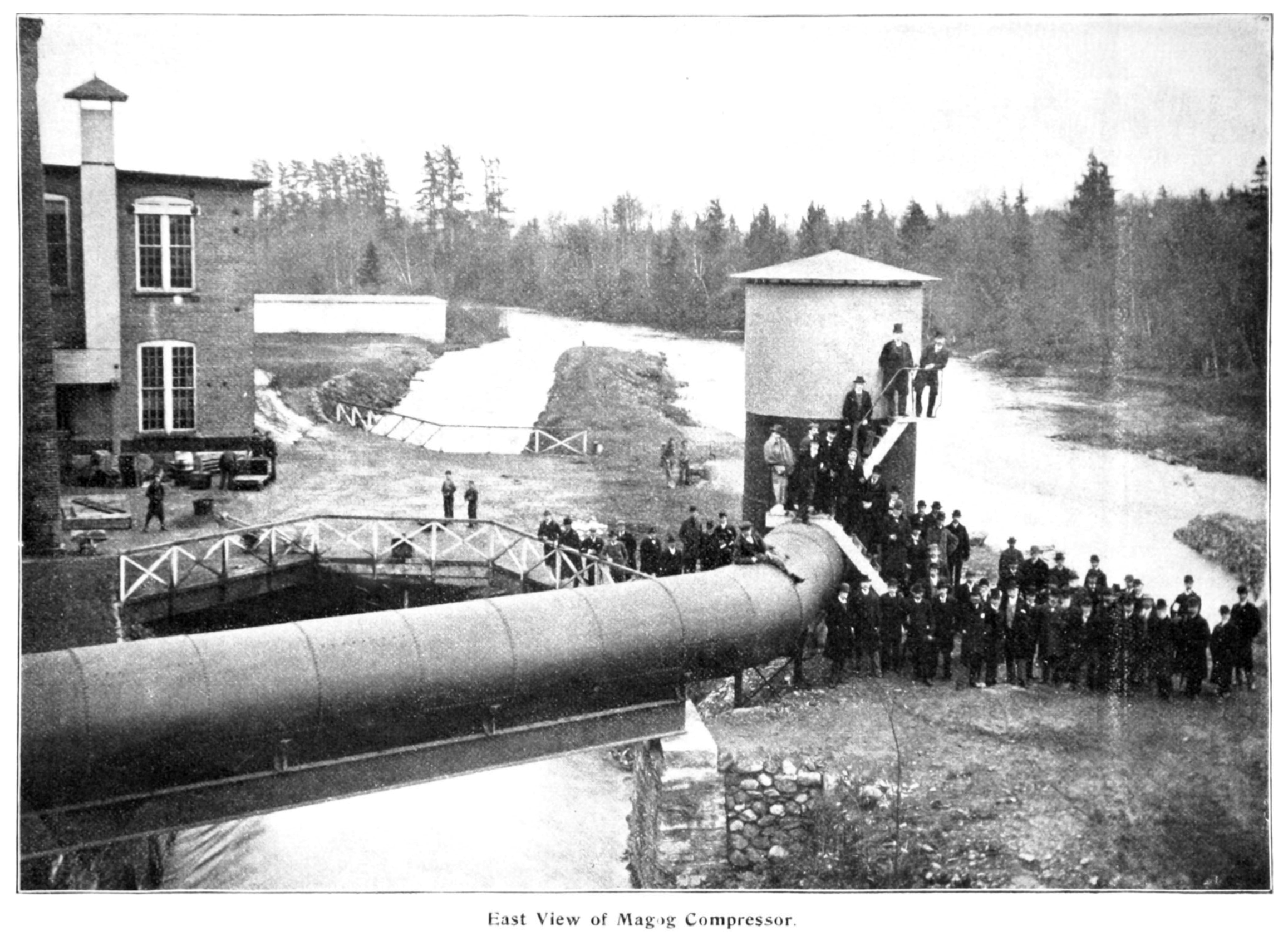
La conduite forcée et la prise d'air en 1897.

## Fermeture

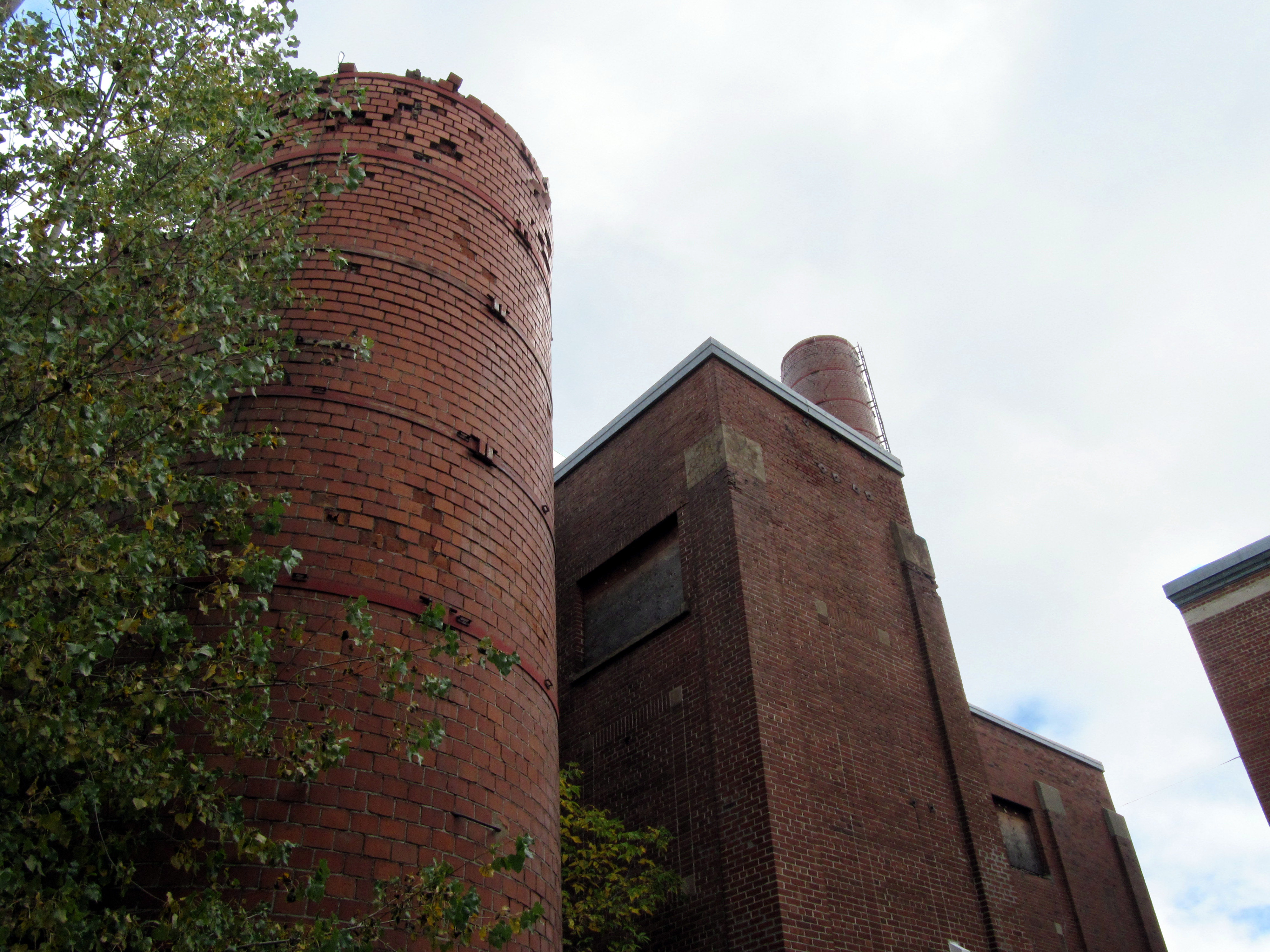
Deux des principales cheminées de l'usine. Une seule est encore debout en 2012.

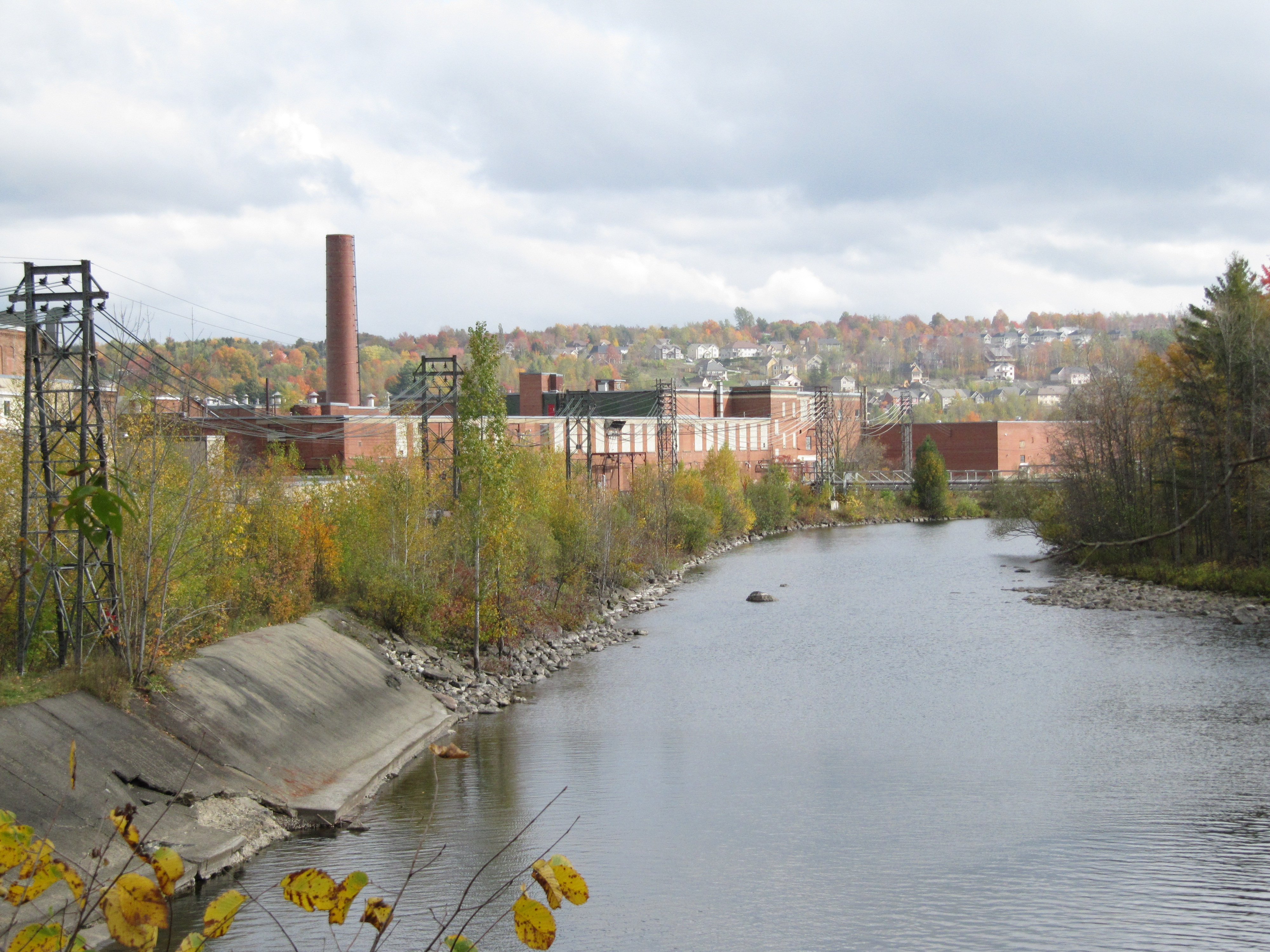
Vue d'une partie des installations depuis le barrage Memphrémagog

La fermeture de l'usine se déroule dans un contexte où le marché du coton est en crise. L'usine CS Brooks de Sherbrooke ferme d'abord en juillet 2002. Cette dernière avait comme unique client son usine sœur de Magog et employait 320 personnes.
En mai 2008, on annonce la fermeture de l'usine de textile de Magog. En mai 2011, on annonce la fermeture de l'industrie Difco pour novembre de la même année,.
Depuis la fermeture, les bâtiments sont utilisés partiellement par d'autres entreprises pour de l'entreposage, de la vente au détail et même de la restauration. Diverses études ont été réalisées afin de déterminer ce qu'il adviendra du complexe de plus de 150 000 m2.

## Lieu historique national
L'usine a été désignée comme lieu historique national du Canada en 1989 « ayant été la seule usine textile du XIXe siècle à réunir au même endroit les opérations de filature, de tissage, de blanchiment et d'impression »,.